# Stichoplastoris stylipus
Espèce
Synonymes
- Cyclosternum stylipus Valerio, 1982

Stichoplastoris stylipus est une espèce d'araignées mygalomorphes de la famille des Theraphosidae.

## Distribution
Cette espèce se rencontre au Costa Rica et au Panama.

## Publication originale
- Valerio, 1982 : Arañas terafosidas de Costa Rica (Araneae, Theraphosidae). IV. Generos Metriopelma  y Cyclosternum, incluyendo especies de Panama. Brenesia, vol. 19/20, p. 407-423.